# God of War III
God of War III és el tercer videojoc de la saga popular God of War. Serà llançat per la PlayStation 3, amb la data temptativa del 2009. És el cinquè episodi cronològicament de la saga, després del God of War: Chains of Olympus, God of War, God of War II i God of War: Betrayal.